# Kwas karboranowy

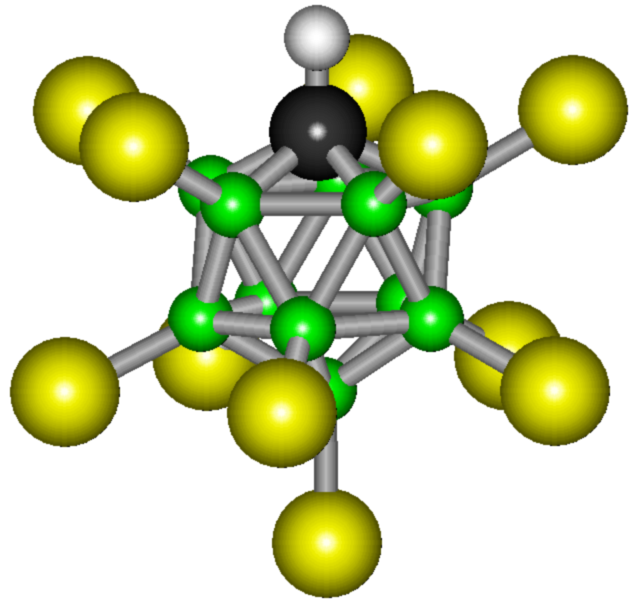
Model 3D anionu kwasu karboranowego, kolory: Wodór – biały, Chlor – żółty, Bor – zielony, Węgiel – czarny

Kwas karboranowy H(CHB11Cl11) to związek chemiczny, superkwas, w którym rolę reszty kwasowej spełnia klasterowy karboran. Jest to aktualnie kwas o największej mocy, który można wyodrębnić z roztworu w stanie wolnym.
Mimo swojej dużej mocy, nie ma on własności żrących i w odróżnieniu od innych superkwasów można go przechowywać w zwykłych naczyniach szklanych, a nawet w naczyniach ze stali kwasoodpornej. Własności tego kwasu wynikają z faktu, że jego reszta jest zbudowana z jednego z najbardziej trwałych ze wszystkich znanych anionów klasterowych, który składa się z sieci 11 atomów boru i jednego atomu węgla do którego przyczepiony jest „kwaśny” atom wodoru.
Kwas ten jest ok. milion razy mocniejszy od 100% kwasu siarkowego i kilkaset razy mocniejszy od najsilniejszego wcześniej znanego superkwasu, który udało się wyodrębnić w stanie wolnym, kwasu triflowego. Kwas karboranowy jest jednak znacznie słabszy od mieszaniny fluorowodoru (HF) i pentafluorku antymonu (SbF5), nazywanej czasem kwasem fluoroantymonowym, którego jednak nie udało się jak dotąd wyodrębnić w stanie wolnym.
Kwas karboranowy został otrzymany i zbadany przez zespół Christophera A. Reeda z Uniwersytetu Kalifornijskiego w Riverside w 2004 r.